# Rita Desti
Rita Desti (...) è una traduttrice italiana.

## Biografia
Traduce principalmente autori di lingua portoghese; è la principale traduttrice delle opere di José Saramago e Paulo Coelho in italiano. Ha partecipato al mediometraggio Tradurre, del 2008, prestando la sua voce senza però apparire in video.

## Opere

### Traduzioni
- Joaquim Maria Machado de Assis, Memorie postume di Brás Cubas, Torino, UTET, 1983
- José Saramago, Memoriale del convento, Milano, Feltrinelli, 1984
- Mário Cláudio, Amadeo, Milano, Feltrinelli, 1988
- José Saramago, La zattera di pietra, Milano, Feltrinelli, 1988
- Agustina Bessa-Luís, La Sibilla, Giuntu Editore, 1989
- José Saramago, Storia dell'assedio di Lisbona, Milano, Bompiani, 1990
- José Luandino Vieira, Luuanda, Milano, Feltrinelli, 1990
- Lídia Jorge, La costa dei sussurri, Firenze, Fiunti, 1992
- Clarice Lispector, Un apprendistato, o Il libro dei piaceri, Milano, Feltrinelli, 1992
- José Saramago, Una terra chiamata Alentejo, Milano, Bompiani, 1993
- José Saramago, Il Vangelo secondo Gesù Cristo, Milano, Bompiani, 1993
- José Saramago, Manuale di pittura e calligrafia, Milano, Bompiani, 1994
- Paulo Coelho, L'alchimista, Milano, Bompiani, 1995
- João Aguiar, I mangiatori di perle, Firenze, Giunti, 1996
- Paulo Coelho, Monte Cinque, Milano, Bompiani, 1996
- Paulo Coelho, Sulla sponda del fiume Piedra mi sono seduta e ho pianto, Milano, Bompiani, 1996
- José Saramago, L'anno della morte di Ricardo Reis, Torino, Einaudi, 1996
- José Saramago, Cecità, Torino, Einaudi, 1996
- Paulo Coelho, Il manuale del guerriero della luce, Milano, Bompiani, 1997
- Diogo Mainardi, Il poligono della siccità, Torino, Einaudi, 1997
- José Saramago, Oggetto quasi, Torino, Einaudi, 1997
- António Lobo Antunes, Trattato delle passioni dell'anima, Milano, Feltrinelli, 1998
- José Saramago, Il racconto dell'isola sconosciuta, Torino, Einaudi, 1998
- José Saramago, Tutti i nomi, Torino, Einaudi, 1998
- Kahlil Gibran; Paulo Coelho, Lettere d'amore del Profeta, Milano, Bompiani, 1998
- António Lobo Antunes, Il manuale degli inquisitori, Torino, Einaudi, 1999
- Paulo Coelho, Veronika decide di morire, Milano, Mondolibri, 1999
- José Saramago, Viaggio in Portogallo, Torino, Einaudi, 1999
- Paulo Coelho, Il diavolo e la signorina Prym, Milano, Bompiani, 2000
- José Saramago, La caverna, Torino, Einaudi, 2000
- António Lobo Antunes, L'ordine naturale delle cose, Milano, Feltrinelli, 2001
- Paulo Coelho, Il cammino di Santiago, Milano, Mondolibri, 2001
- António Lobo Antunes, Lo splendore del Portogallo, Torino, Einaudi, 2002
- Lídia Jorge, L'eredità dell'assente, Milano, Bompiani, 2003
- Clarice Lispector, Vicino al cuore selvaggio, Milano, Adelphi, 2003
- José Saramago, L'uomo duplicato, Torino, Einaudi, 2003
- Paulo Coelho, Undici minuti, Milano, Bompiani, 2003
- José Saramago, Saggio sulla lucidità, Torino, Einaudi, 2004
- António Lobo Antunes, Esortazione ai coccodrilli, Torino, Einaudi, 2005
- Paulo Coelho, Lo Zahir, Milano, Bompiani, 2005
- José Riço Direitinho, Breviario degli istinti malvagi, Torino, Einaudi, 2005 (con Guia Boni)
- José Saramago, Don Giovanni, o Il dissoluto assolto, Torino, Einaudi, 2005
- José Saramago, Le intermittenze della morte, Torino, Einaudi, 2005
- Paulo Coelho, Sono come il fiume che scorre, Milano, Bompiani, 2006
- Lya Luft, Perdite e guadagni: alti e bassi della vita, Milano, Bompiani, 2006
- Paulo Coelho, La strega di Portobello, Milano, Bompiani, 2007
- Paulo Coelho, Henry Drummond, il dono supremo, Milano, Bompiani, 2007
- José Saramago, Le piccole memorie, Torino, Einaudi, 2007
- Paulo Coelho, il vincitore è solo, Milano, Bompiani, 2009
- José Saramago, Il viaggio dell'elefante, Torino, Einaudi, 2009
- Paulo Coelho, Le valchirie, Milano, Bompiani, 2010
- José Saramago, L'ultimo quaderno, Milano, Feltrinelli, 2010
- José Saramago, Quaderni di Lanzarote, Torino, Einaudi, 2010
- José Saramago, La seconda vita di Francesco d'Assisi e altre opere teatrali, Milano, Feltrinelli, 2011 (con Giulia Lanciani)
- José Saramago, Il più grande fiore del mondo, Milano, Feltrinelli, 2011[1]

### Curatele
- Luciana Stegagno Picchio: dal 1951 al 1993, 1994 (con Guia Boni)